# Wappen Transnistriens
Das Wappen Transnistriens stellt eine umgestaltete Version des Wappens der ehemaligen Moldauischen Sozialistischen Sowjetrepublik dar, das nach der Auflösung der Sowjetunion 1991 durch die international anerkannte moldauische Regierung ersetzt wurde.

## Beschreibung
Es wurden Wellen, die den Fluss Dnjestr darstellen, hinzugefügt. Die Inschriften auf dem Banner wurden geändert: Im Gegensatz zum Wappen der Moldauischen SSR, das das Akronym РССМ (für „Moldauische Sozialistische Sowjetrepublik“) und die Devise der UdSSR „Proletarier aller Länder, vereinigt euch!“ im Russischen und Rumänischen trug, trägt das Wappen Transnistriens den Namen Pridnestrowische Moldauische Republik in rumänischer, russischer und ukrainischer Sprache. Im Moldauischen (Rumänisch in kyrillischer Schrift) lautet es „Република Молдовеняскэ Нистрянэ“ (Transkription: Republica Moldoveneascǎ Nistreanǎ). Auf Russisch lautet es „Приднестровская Молдавская Республика“ (Transkription: Pridnestrowskaja Moldawskaja Respublika). Auf Ukrainisch lautet es „Придністровська Молдавська Республіка“ (Transkription: Prydnistrowska Moldawska Respublika). Trotz der Darstellung von Hammer und Sichel im Wappen ist Transnistrien ist kein sozialistischer Staat.